# Yamara Amargo
Yamara Amargo Delgado (Sancti Spíritus, 28 giugno 1985) è una cestista cubana.

## Carriera
Con Cuba ha disputato due edizioni dei Campionati mondiali (2006, 2014) e sette dei Campionati americani (2005, 2007, 2009, 2011, 2013, 2015, 2019).